# Elaeocarpus erdinii
Elaeocarpus erdinii är en tvåhjärtbladig växtart som beskrevs av Mark James Coode. Elaeocarpus erdinii ingår i släktet Elaeocarpus och familjen Elaeocarpaceae. Inga underarter finns listade i Catalogue of Life.